# Peter Outerbridge
Pour les articles homonymes, voir Outerbridge.
Peter Outerbridge est un acteur canadien, né le 30 juin 1966 à Toronto, en Ontario.

## Biographie
Peter Outerbridge a grandi à Toronto, sa ville de naissance. Il a des ancêtres suédois et bermudiens. Ses grands-parents paternels étaient des missionnaires protestants en Chine dans les années 1920. Après son retour au Canada, son grand-père devint pasteur de l'Église Luthérienne Réformée au nord de l'Ontario.
Après le lycée, Peter Outerbridge s'inscrit à l'Université Victoria pour apprendre le métier d'acteur. Après cela, il part en tournée dans le Canada pendant 4 ans avec la troupe de théâtre Way Off Broadway.
Respectivement en 1997 et 2002, il est nommé pour les Genie Awards du Canada, comme meilleur acteur, dans les films Kissed et Marine Life. Il est aussi nommé aux Gemini Awards.
En 2000, il épouse l'actrice Tammy Isbell. 4 ans après leur mariage, ils ont des jumeaux, Samuel et Thomas (nés en 2004).
Il nomme également les Prix Gemini pour ses réalisations. Il remporte un prix du cinématographique canadien pour la meilleure performance le 3 mars 2013 pour son rôle de George Brown dans un téléfilm ou une série dramatique John A. : La naissance d'un pays.

## Filmographie
- 1991 : Beauté fatale (Drop Dead Gorgeous) : Dylan Wiatt
- 1992 : Hate Mail : Randal
- 1992 : Diagnostic : Meurtre (Diagnosis Murder) : Barry Donovan
- 1993 : Paris, France : Sloan
- 1993 : Rasta Rockett (Cool Runnings) : Josef Grool
- 1993 : For the Moment : Johnny
- 1993 : L'As de la crime (The Commish) (série télévisée) : Officer Jeff Hartley
- 1994 : Replikator : John Cheever
- 1994 : Another Woman : Paul Temple
- 1995 : The Michelle Apts. : Jules
- 1995 : Au-delà du réel : L'aventure continue : Andy Groening (épisode 1x15)
- 1995 : Highlander : Paul Kinman (épisode 4x08)
- 1995 : Falling for You : Greg
- 1995 : L'Androïde (The Android Affair) : Thomas Benti
- 1996 : Dinner Along the Amazon : Rodney
- 1996 : Meurtres - Mode d'emploi (Closer and Closer) : Adam
- 1996 : Captive Heart: The James Mink Story : William Johnson
- 1996 : Kissed : Matt
- 1996 : Giant Mine : Jim O'Neil
- 1997 : Meurtres en mémoires (Murder in My Mind) : Jack Bolinas
- 1997 : Michael Hayes : John Manning (unknown episodes)
- 1997 : Jack Reed: Death and Vengeance : Sergei
- 1997 : La Femme Nikita : Roger (épisode 1x7)
- 1998 : Escape Velocity : Lee Nash aka Carter
- 1999 : Better Than Chocolate : Judy
- 1999 : Escape from Mars : John Rank, Sagan Cocommander
- 1999 : MillenniuM : Special Agent Barry Baldwin
- 1999 : Chasseurs de frissons (The Time Shifters) : Felder
- 2000 : Double Frame
- 2000 : Fools Die Fast : Eddie
- 2000 : Mission to Mars : Sergei Kirov
- 2000 : Killing Moon
- 2000 : La Voix du succès (Out of Sync) : Roger Deacon
- 2000 : Marine Life : Robert Kiely
- 2001 : Caméléon contre Caméléon (The Pretender 2001) : Alex
- 2001 : Chasing Cain : Bob Kozlowski
- 2002 : Chasing Cain: Face : Detective Bob Kozlowski
- 2002 : The Rendering : Theodore Gray
- 2002 : Men with Brooms : James Lennox
- 2002 : Trudeau : Jim Coutts
- 2002 : Monk : Trevor McDowell (épisode 1x09)
- 2002 : The Bay of Love and Sorrows : Everette Hatch
- 2002 : 100 Days in the Jungle : Gord Black
- 2003 : The Risen : Nick Simms
- 2003 : La Gorge du diable (Cold Creek Manor) : Dave Miller
- 2003 : June & Orlando : Orlando
- 2004 : Chicks with Sticks : Curt Bonner
- 2004 : Les Enquêtes de Murdoch : Detective William Murdoch (episodes hors-série)
- 2004 - 2008 : ReGenesis : David Sandström
- 2004 : Ill Fated : Earl
- 2005 : Le Territoire des morts (Land of the Dead) : Styles
- 2005 : L'Héritage de la passion (Murder in the Hamptons) : Gordon Wintrob
- 2006 : Slevin (Lucky Number Slevin) : Det. Dumbrowski
- 2006 : Population 436 (vidéo) : Deputy Christian Hecker
- 2006 : Magnitude 10,5 : L'Apocalypse (10.5: Apocalypse) : Alec Becker
- 2006 : Behind the Camera: The Unauthorized Story of 'Diff'rent Strokes' : Al Burton
- 2006 : Intimate Stranger : Dennis
- 2007 : Au nom de ma fille (In God's Country) : Officer Wayne
- 2007 : L'Ivresse du cœur (My Name Is Sarah) : Charlie Peterson
- 2007 : Fringe : Dr. Reyes
- 2009 : Saw 6 : William Easton
- 2009 : Burning Mussolini : Détective Ryan Johnson
- 2009 : Flashpoint : Walter Volchek (épisode 2x03)
- 2010 : Happy Town (série télévisée) : Dan Farmer
- 2010 - 2013 : Nikita : Ari Tasarov
- 2010 : Des bleus au cœur (Reviving Ophelia) : Le père d'Elizabeth
- 2011 : John A. : La naissance d'un pays : George Brown
- 2012 : Beauty and the Beast : Silverfox (épisodes 1x01, 1x03 et 1x04)
- 2013 : Orphan Black:  Henrik "Hank" Johanssen, leader Prolethéen
- 2013 : Haunter de Vincenzo Natali : Bruce
- 2015 : Les Enquêtes de Murdoch : Père Keegan (saison 08 épisode 15)
- 2016 : Zoo (série télévisée) (6 épisodes) : General Davies
- 2016 : 12 Monkeys (série télévisée) (2 épisodes) : Dr Elliot Jones
- 2017 : Designated Survivor : Charles « Charlie » Langdon
- 2017 : The Expanse : Captain Martens (saison 3)
- 2018 : Umbrella Academy (série télévisée) : Le conducteur (1x03, 1x05 et 1x10)
- depuis 2019 : V Wars : Calix Niklos
- 2019 : Code 8 de Jeff Chan : Cumbo
- 2020 : The oak room : Paul
- 2025 : Ça : Bienvenue à Derry (It: Welcome to Derry) (série TV)

## Distinctions

### Nominations
- 2005 : Gemini Awards de la meilleure performance pour un acteur dans un rôle dramatique dans une série télévisée dramatique pour ReGenesis (2004-2008).
- 2006 : Gemini Awards de la meilleure performance pour un acteur dans un rôle dramatique dans une série télévisée dramatique pour ReGenesis (2004-2008).
- 2007 : Gemini Awards de la meilleure performance pour un acteur dans un rôle dramatique dans une série télévisée dramatique pour ReGenesis (2004-2008).
- 2008 : Gemini Awards de la meilleure performance pour un acteur dans un rôle dramatique dans une série télévisée dramatique pour ReGenesis (2004-2008).